# Guillem Terrassa i Ponç
Guillem Terrassa i Ponç (Palma, Mallorca, 1709 — 1778), fou un historiador i religiós mallorquí.
Guillem Terrassa fou doctor en teologia i obtingué un benefici eclesiàstic a la Seu de Palma i un altre a la parròquia de Sant Miquel de Llucmajor; l'any 1732 succeí en el càrrec de paborde de la Seu de Palma el seu oncle. Com a historiador es dedicà a recollir dades sobre Mallorca en els arxius de l'illa i en deixà escrits molts volums: sobre capbrevació, els delmes, repartiment de les aigües, història religiosa i biografies de fills il·lustres. Destaquen les seves obres Origen y progreso de la pabordia de la Santa Iglesia catedral de ciudad... (1761), Historia de la ilustre y fiel villa de Lluchmajor... (1770) (publicada en fascicles del 1932 al 1934), Origen, etimologia y proceso de cabrevar los bienes de Mallorca (1777). Copià i anotà la Historia del reino de Mallorca, en la seva versió castellana, de J. Binimelis (reproduïda el 1927 pel diari La Última Hora), i traduí al castellà la part de la Crònica de Pere Marsili referent a la conquesta de Mallorca. Confeccionà en vuit volums uns Anales de las islas y reino de Mallorca, conservats molts d'ells gràcies a còpies posteriors. Gràcies a la quantitat i a la diversitat de notícies recollides, aquests volums constitueixen encara una font documental útil i sovint imprescindible.